# Réhoboam
La Réhoboam è una bottiglia in vetro equivalente a sei bottiglie da 75 cl, ossia 4,5 litri.
Prende il nome da Roboamo, figlio del re Salomone e primo re di Giuda.
Solitamente è prodotta nel modello sciampagnotta ed usata per champagne o vini spumanti in genere, anche se esiste anche nei modelli borgognotta e bordolese.